# Исповедь
И́споведь (от церк.-слав. исповедь — словообразовательная калька от греч. ἐξομολόγησις — «покаяние, признание») в авраамических религиях (иудаизм, христианство, ислам) — добровольное признание в своих совершённых грехах перед Богом. Исповедь подразумевает раскаяние и решение о недопущении повторения греха.
С течением истории исповедь была индивидуальной (брата перед братом) и коллективной (всей общины), публичной (перед богослужением) и тайной (после службы, перед священником).

## В Библии
Понятие исповеди часто встречается как в Ветхом Завете (Чис. 5:6—7; Лев. 26:40), так и в Новом Завете (Мф. 5:23—24, 6:14).

### Ветхий Завет
В Пятикнижии акт исповеди всегда предшествует обряду повинного жертвоприношения. Библия предписывает: «мужчина или женщина, совершившие какой-либо грех… пусть исповедаются в грехе своём» (Чис. 5:6—7), также Лев. 26:40.
Ветхий Завет не предписывает определённую форму исповеди, а содержащиеся в ней формулировки признания в грехах, как правило, отличаются предельной краткостью. Таковы исповедь Каина (Быт. 4:13), Моисея (Исх. 32:31), Ахана (Нав. 7:20), Давида (2Цар. 12:13). Исповедь — многословна, лишь когда ей придаётся поэтическая (или молитвенная) форма: Пс. 38, 51; Езд. 9:6—11, 15; Неем. 1:6, 7; 9:6—35.

### Новый Завет
В Новом Завете исповедь обидчика перед обиженным человеком является обязательным условием перед произнесением молитвы Богу (Мф. 5:23—24, 6:14). В апокрифическом произведении Дидахе исповедь обидчика перед обиженным человеком является обязательным условием перед вкушением хлеба причастия, исповедь произносили публично при всей общине соверующих. Новый Завет не устанавливает исповедь как проводимый в определённой форме обряд (в терминологии исторических церквей — «таинство»), в отличие, например, от Евхаристии или Крещения. В Новом Завете исповедь — это выражение (публичное или наедине) Богу своего раскаяния в грехах, в котором важна не форма, а содержание — покаяние, как изменение понимания — метанойя.

## В авраамических религиях

### Иудаизм
В иудаизме исповедь является заповедью, носит название видуй (וִדּוּי‎ — «признавание; сознавание»). В современном значении впервые появляется в Мишне. Опираясь на библейское предписание «мужчина или женщина, совершившие какой-либо грех… пусть исповедаются в грехе своём» (Чис. 5:6, 7), галаха заключает, что несоблюдение любой заповеди должно быть искуплено исповедью и раскаянием.
Формула исповеди, произносившаяся первосвященником в ходе храмовой службы в Йом-кипур за себя, свою семью, кохенов и весь народ, сформулирована очень кратко и состоит всего из двух предложений. В первом (собственно исповедь) перечислены 3 разновидности греха (извращение [Закона], преступление [его] и прегрешение); во втором испрашивается прощение Бога за них. Формулы личной исповеди, читаемые на богослужении в Йом-кипур, очевидно, сложились уже после разрушения Храма и были призваны заменить исповедь, читавшуюся первосвященником.

### Христианство
В христианстве, а именно в исторических церквях, исповедь является одним из регламентированных церковными канонами таинств (обрядов), которое иногда именуется также «таинством покаяния». Исповедь в таинстве покаяния являет собой признание верующим грехов перед Богом в присутствии священника, который, являясь только свидетелем, от имени Иисуса Христа специальной разрешительной молитвой отпускает грехи всем искренне раскаявшимся. Покаявшийся получает прощение грехов от самого Господа. Власть прощать грехи, согласно христианскому вероучению, была дана Иисусом Христом своим апостолам (а через них и Церкви в лице епископов): «Примите Духа Святого. Кому простите грехи, тому простятся; на ком оставите, на том останутся» (Ин. 20:22—23) (см. апостольское преемство.
Исповедь является неотъемлемой частью жизни христианина. Святитель Игнатий (Брянчанинов) написал: «Исповедь — это горячее покаяние сердца, жажда очищения, которая происходит от ощущения святыни, это второе крещение, и, следовательно, в покаянии мы умираем для греха и воскресаем для святости».

### Ислам
Исповедь в исламе может называться тауба. Похожим (но не идентичным) понятием в исламе может при определённых допущениях считаться мольба о прощении (поиск прощения Аллаха), которая называется истигфар. Некоторые трактуют истигфар как произнесение слов просьбы о прощении. Исповедь в грехах осуществляется перед Богом, а не перед человеком, кроме принесения (просьбы) прощения жертве греха.